# الهادي الزعيم
الهادي الزعيم (8 ديسمبر 1976-) إعلامي تونسي

## حياته ومشواره المهني
درس القانون وعمل مدرسا لمادة لتربية المدنية في معهد ثانوي بمدينة بنزرت إنتقل للعمل في الصحافة والإعلام حيث قدم العديد من البرامج الإذاعية والتلفزيونية استضاف خلاها عدة مشاهير في تونس والوطن العربي تعرض للكثير من النقد بسبب أسلوبه
أعد الهادي الزعيم العديد من البرامج مثل عالم الواب و آخر قرار و احنا هكا و دليلك ملك وعندي مانقلك وسفيان شو.
بدأ مسيرته الاعلامية سنة 1998 من بوابة إذاعة الشباب التونسية الإذاعة الأكثر استماعا في تلك الفترة وعمل معدا لبرنامج ميلومان الإذاعي ثم مارس التقديم الاذاعي انطلاقا من سنة 2000 في نفس الإذاعة من خلال برنامج سباق الأغاني وتولى استضافة كبار النجوم المشارقة مثل كاظم الساهر ونجوى كرم ووديع الصافي وملحم بركات.
وعمل في مجال تغطية الحفلات الكبرى في مهرجان قرطاج الدولي وفي مهرجان طبرقة للجاز والموسيقى السمفونية بالجم ومهرجان الحمامات سنة 2003 التحق بإذاعة موزاييك أف أم أول إذاعة خاصة في تونس من خلال برنامج هيت كلوب ثم قدم برنامج نجوم من سنة 2004 إلى اليوم وهو موعد أسبوعي لأهم الاستضافات الفنية، ثم البرنامج الرمضاني اليومي رمضان شو - كرنيش لأخبار المهرجانات.
أسلوب الهادي زعيم يمتاز بالجرأة و  المباشرتية  من خلال البرنامج استضافة كل النجوم مثل نانسي عجرم، إليسا، راغب علامة، ميريام فارس، ناصيف زيتون، فارس كرم، نوال الزغبي، هاني شاكر، إيهاب توفيق، كارول سماحة، صباح، صباح فخري، صابر الرباعي، لطفي بوشناق ولطيفة.
من 2009 أصبح الهادي الزعيم عنصرا قارا في تغطية أهم المهرجانات الكبرى: مثل مهرجان موازين ايقاعات العالم
وتألق في محاورة أهم نجوم العالم مثل أشر، كريستينا أغيليرا، ماريا كاري، اليشيا كيز، انريك اغليزياس، مالوما، جنيفر لوبيز، بلاك ايد بيس  وهاردويل.
- من سنة 2010 أصبح متابعا لمهرجانات السينما في العالم مثل مهرجان الفيلم الدولي مراكش وحاور كبار نجوم وصناع السينما، كما كان حاضرا في مهرجان كان السينمائيعبر تقارير وملفات تغطي فعاليات المهرجان كما قام بتغطيات خاصة لمهرجانات كبرى مثل مهرجان برلين السينمائي ومهرجان تورنتو السينمائي الدولي.
في 2019 أعد وقدم الهادي برنامج 90 دقيقة وهو مجلة ثقافية فنية جامعة.
في 2020 إنطلق في تقديم برنامج فكرة سامي الفهري الذي كان يعده منذ سنة 2018 وبعد إيقاف مقدم البرنامج المنتج سامي الفهريإنتقل الهادي الزعيم إلى مجال تقدم المنوعات في سهرت السبت لتحقق أكبر نسبة متابعة تلفزية في تونس في مجال كل المنوعات المقدمة في تونس واستضاف البرنامج أهم أسماء مثل صابر الرباعي، فتحي الهداوي، زياد غرسة، سولكينغ، إيهاب توفيق، لطيفة، زياد برجي، كمال التواتي، صوفية صادق.منى نور الدين و اهمهم ياسمين البوزيدي 

## البرامج
| البرنامج         | عرض على             | ملاحظات      | العام       |
| ---------------- | ------------------- | ------------ | ----------- |
| ميلومان          | إذاعة الشباب        | إعداد        | 1998        |
| سباق الأغاني     | إذاعة الشباب        | تقديم        | 2000        |
| عالم الويب       | تونس 7              | إعداد        | 2000        |
| آخر قرار         | تونس 7              | إعداد        | 2004-2007   |
| أحنا هكة         | تونس 7              | إعداد        | 2006        |
| عندي ما نقلك     | تونس 7              | إعداد        | 2007-2010   |
| هيت كلوب         | موزاييك أف أم       | إعداد وتقديم | 2003        |
| نجوم             | موزاييك إف إم       | إعداد وتقديم | 2004 - 2021 |
| سفيان شو         | تونس 7              | إدارة الفنية | 2007-2010   |
| كلام الناس       | قناة التونسية       | إعداد        | 2012-2015   |
| دليلك ملك        | قناة الحوار التونسي | إعداد        | 2006-2018   |
| 360 درجة         | قناة الحوار التونسي | إعداد وتقديم | 2014-2017   |
| 90 دقيقة         | قناة الحوار التونسي | إعداد وتقديم | 2018 -2021  |
| فكرة سامي الفهري | قناة الحوار التونسي | إعداد وتقديم | 2020 - الٱن |